# Indosylvirana intermedia
Indosylvirana intermedia es una especie de anfibio anuro de la familia Ranidae.

## Distribución geográfica
Esta especie es endémica de la India. Se encuentra en Kerala en los distritos de Wayanad y Kozhikode y en Karnataka en los distritos de Hassan, Kodagu, Shimoga y Dakshina Kannada entre los 8 y 1183 m sobre el nivel del mar en los Ghats occidentales.

## Descripción
Los machos estudiados por Biju et al. en 2014 miden de 33.0 a 41.6 mm y hembras de 42.0 a 48.1 mm.

## Publicación original
- Rao, 1937 : On some new forms of Batrachia from south India. Proceedings of the Indian Academy of Sciences, sér. B, vol. 6, p. 387-427.[4]